# Raimo Manninen
Raimo Ensio Manninen, ps. Rami (ur. 3 października 1940 w Lahti, zm. 6 lutego 2009 w Janakkali) – fiński narciarz alpejski.
Od 1958 był członkiem kadry narodowej.
Dwukrotnie startował na igrzyskach olimpijskich: w 1964 był 22. w zjeździe z czasem 2:23,94 s, 17. w slalomie gigancie z czasem 1:55,05 s i 22. w slalomie z czasem 2:20,27 s, a w 1968 został zdyskwalifikowany w zjeździe, zajął 30. miejsce w slalomie gigancie z czasem 3:42,03 s i nie ukończył pierwszej rundy eliminacji do slalomu, gdyż złamał nogę, co zmusiło go do zakończenia kariery.
Po zakończeniu kariery pracował jako trener narciarstwa alpejskiego. Zmarł 6 lutego 2009 w Janakkali.